# Morosina Morosini
Morosina Morosini (1545 – Venezia, 21 gennaio 1614) fu dogaressa della Serenissima Repubblica di Venezia dal 1595 al 1605 come consorte del doge Marino Grimani. Godeva di grandi risorse finanziarie familiari ed è ricordata soprattutto per la sua cerimonia di incoronazione, avvenuta nel 1597, la più solenne di tutte le incoronazioni delle dogaresse.

## Biografia

### Infanzia
Morosina Morosini era figlia del patrizio Andrea Morosini, membro di un'illustre famiglia veneziana che aveva già dato alla Serenissima tre dogi, e di Chiara Priuli, appartenente ad un'altra celebre famiglia del patriziato di Venezia. Aveva un fratello e una sorella, Pietro e Angela. 

### Matrimonio
A quindici anni, il 27 novembre del 1560, Morosina sposò Marino Grimani, mentre Angela sposò il fratello cadetto di Marino, Almorò. Marino Grimani e Morosina Morosini ebbero quattro figlie.
La coppia visse nella storica residenza di famiglia, il Palazzo Grimani di San Luca, affacciato sul Canal Grande nel sestiere di San Marco, non lontano dal ponte di Rialto. Nel 1575, alla morte del fratello Pietro, Morosina e Angela rimasero le uniche eredi del patrimonio dei Morosini, che fu equamente spartito tra le due sorelle e tra i mariti.

### Dogaressa

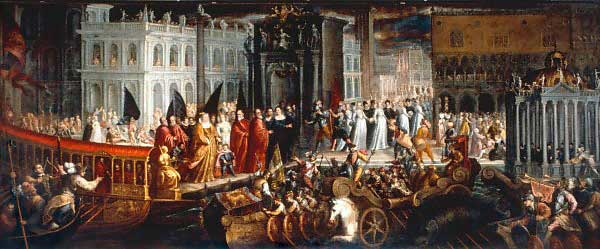
Andrea Vicentino, Lo sbarco a San Marco della dogaressa Morosina Morosini Grimani.

Il 26 aprile del 1595 Marino Grimani fu eletto doge della Serenissima, non senza un notevole contributo economico della moglie Morosina.
Il dogato di Grimani fu uno dei più sontuosi e la cerimonia di incoronazione a dogaressa di Morosina è ricordata dalle fonti come la più solenne e scenografica nella storia della Repubblica di Venezia. Era dai tempi di Zilia Dandolo Priuli (1557) che una dogaressa non veniva incoronata e Morosina sarebbe stata la penultima: infatti, nel 1645, fu votata una legge dal Senato veneziano che vietava l'incoronazione delle dogaresse a causa del troppo sfarzo raggiunto da questo tipo di evento. La legge fu disattesa in un'occasione soltanto, nel 1694, per l'incoronazione di Elisabetta Querini, sposa del doge Silvestro Valier. La cerimonia dell'incoronazione di Morosina fu celebrata in un dipinto di Andrea Michieli, detto il Vicentino, oggi conservato nella Sala dei Dossali del Museo Correr.
Il 4 maggio del 1597, accompagnata da un solenne corteggio di quattrocento gentildonne, Morosina ricevette nel Palazzo di San Luca i maggiorenti della Serenissima. Indossava un prezioso abito di seta d'oro ricamato d'argento, con un gran manto e il corno ducale della stessa stoffa, da cui partiva un lungo velo di seta bianca finissima, mentre sul petto portava una croce di diamanti. Dopo aver giurato in base ai termini della Promissione ducale, Morosina Morosini fu incoronata dal marito, il Doge Marino Grimani, il 18 maggio 1597, quando aveva 52 anni. I festeggiamenti furono straordinari e in questa occasione fu distribuita anche una medaglia con l'effigie della "ducissa" (dogaressa). Questa rara emissione speciale, per consuetudine, si definisce impropriamente osella, ma le oselle vere e proprie venivano coniate ogni anno e circolavano regolarmente. La coppia ducale si imbarcò quindi sul bucintoro agghindato a festa insieme ai magistrati e alle damigelle e, scortata da altre imbarcazioni più piccole, attraversò il Canal Grande.
Accolta dalle Arti e trecento archibugieri che spararono a salve in suo onore, la dogaressa Morosina discese in Piazza San Marco, passando sotto un arco di trionfo eretto tra le due colonne e il Palazzo Ducale. Dopo aver fatto il giro della piazza, entrò nella basilica di San Marco dove fu celebrata una messa solenne, poi il ricevimento continuò nel palazzo, dove la dogaressa fu accolta dalla consorteria delle Arti. Nella Sala del Gran Consiglio fu dato un ballo che durò sino alle due di notte. Il giorno seguente fu dato un altro ballo nella stessa sala; durò quattro ore, sino alla mezzanotte, quando la festa si spostò nella Sala dello Scrutinio, dove furono distribuiti dolciumi e confetture.

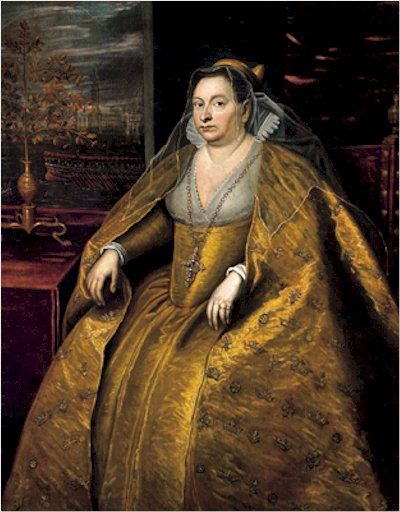
La dogaressa Morosini ritratta con la Rosa d'oro da Domenico Tintoretto

Nel terzo giorno di festeggiamenti, la dogaressa Morosina fu omaggiata da papa Clemente VIII e nella basilica di San Marco le fu offerta la Rosa d'Oro, come riconoscimento della politica di riavvicinamento alla Santa Sede, conseguente alla battaglia di Lepanto. La sera stessa ci fu un grande ricevimento a Palazzo Ducale e davanti all'isola di San Giorgio fu allestita una giostra navale dai marinai delle compagnie commerciali inglesi, olandesi e fiamminghe presenti in laguna. Infine furono sparate salve in onore della dogaressa.
La dogaressa Morosina divenne patrona della celebre manifattura di merletti di Burano e a proprie spese fondò una scuola di centotrenta merlettaie. Sempre a proprie spese Morosina fece restaurare la chiesa di San Sebastiano.

### Ultimi anni e morte
Il doge Grimani morì nel 1605 e Morosina gli sopravvisse nove anni, spegnendosi nel 1614. I suoi funerali avvennero con tutta la pompa del caso: la salma fu imbalsamata ed esposta per tre giorni nella Sala dei Pioveghi in Palazzo Ducale alla presenza del doge Marcantonio Memmo e di tutti i senatori della Serenissima. 
Il feretro fu poi portato nella basilica dei Santi Giovanni e Paolo dove furono celebrate le esequie solenni. Morosina Morosini fu sepolta accanto al marito nella chiesa di San Giuseppe di Castello in uno splendido monumento di marmo a forma di arco trionfale di Vincenzo Scamozzi e di Girolamo Campagna. 
Morosina è raffigurata coricata alla maniera romana sopra il suo sepolcro, in posizione simmetrica rispetto al marito, con a fianco la Rosa d'Oro papale. In alto i due coniugi sono raffigurati ai piedi della Vergine. La dogaressa lasciò la sua Rosa d'Oro in legato alla basilica di San Marco.

## Discendenza
Marino Grimani e Morosina Morosini ebbero quattro figlie:
- Beatrice, divenuta monaca in Santa Chiara di Torreselle a Montagnana;
- Donata, sposò l'8 luglio 1579 Francesco Tiepolo;
- Laura, sposò il 26 gennaio 1582 Nicolò Corner (1560-1615), capitano a Verona nel 1604/1605;
- Maria (1578 - novembre 1620)[5], sposò: 1) 21 febbraio 1593 Alvise Grimani; 2) 30 aprile 1607 Nicolò Molin, proprietario di Villa Molin a Padova (1562 - 1608); 3) 28 novembre 1608 Lorenzo Giustinian (1570 - ottobre 1620).